# Cobaltpentlandite
La cobaltpentlandite è un minerale della classe dello zolfo, appartenente al supergruppo della pentlandite. Il suo nome deriva dalla relazione con la pentlandite e dal suo contenuto di cobalto.

## Caratteristiche
La cobaltpentlandite è uno zolfo con formula chimica Co9S₈. Cristallizza nel sistema isometrico. Si trova in forma lamellare insolubile, granulare e come cristalli separati, con dimensioni fino a 4 millimetri. La sua durezza sulla scala Mohs è da 4 a 4,5. Forma una serie di soluzioni solide con la pentlandite. La durezza sulla scala Mohs è compresa tra 4 e 4,5.

## Formazione e giacimenti
Si trova in filoni idrotermali con altri solfuri e arsenati. Si trova spesso in associazione con altri minerali come pirite, marcassite, pirrotite, troilite, cubanite, bornite, calcocite, digenite, linnaeite, siegenite, parkerite, bravoite, langisite e magnetite. È stata scoperta nel 1959 nel giacimento di Varislahti a Outokumpu (Finlandia orientale, Finlandia).